# Enetsen
De Enetsen (Enets: эньчо, могади, пэбай, Russisch: энцы, entsy; enkelvoud: энец, enets), zijn een van de kleinste Samojeedse volkeren van Rusland. De naam "Enets" werd in de jaren 1930 voorgesteld door de Sovjet-etnograaf G.N. Prokofjev en betekent letterlijk "mens". Vóór die tijd werden ze aangeduid als Jenisej-Samojeden, naar hun woongebied. In 2002 bedroeg hun aantal in Rusland 237 personen, in 2010 227. De meesten van hen wonen in het district Tajmyr van de Kraj Krasnojarsk, aan de benedenloop van de rivier de Jenisej. Van oorsprong zijn het nomadische rendierhouders. Wat betreft taal en cultuur staan ze dicht bij de Nganasanen en Nenets.

## Oorsprong
In de etnogenese van de Enetsen namen lokale noordelijke Siberische stammen deel, waarbij ook Samojeden van de midden-Jenisej en langs de Tom, een zijrivier van de Ob, werden geassimileerd. Ze zijn van Oeraalse afkomst met Mongoloïde en Arctische trekken: donkere ogen en haar, geen gezichtsbeharing, 'spleetogen' en een getaande huid.
In een document uit Novgorod uit de 15e eeuw worden de Enetsen voor het eerst genoemd onder de naam "Mongolen".
In de 17e eeuw kwamen de Enetsen voor in het bekken van de Tazrivier en in de omgeving van Toeroechansk en in de bostoendra tussen de lagere bereiken van de Taz en de Jenisej. Aan het einde van die eeuw, onder druk van de Nenets vanuit het westen en Selkoepen uit het zuiden, trokken ze zich terug naar de oostelijke oever van de benedenloop van de Jenisej.

## Aantal en vestiging

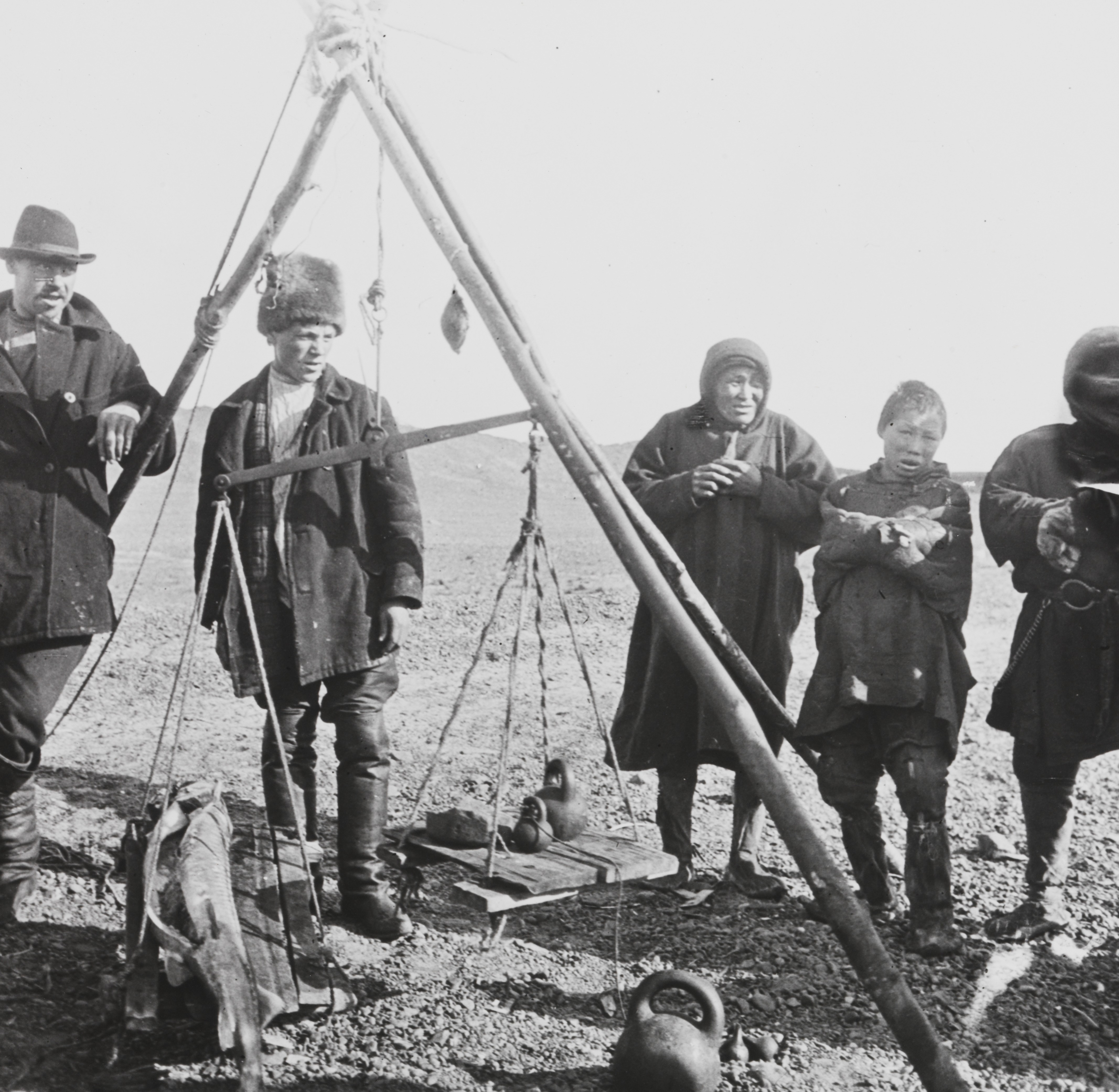
Enetsen (1913)

In de 18e eeuw bedroeg volgens B.O. Dolgikh het aantal Enetsen meer dan 3000. Volgens de Volkstelling van de Sovjet-Unie in 1926 bestonden ze uit 376 personen. Volgens de Volkstelling van 1989 leefden er 209 in de Sovjet-Unie. (In de gegevens van deze census werd echter een deel van de Enetsen opgenomen bij de Nenets en Nganasanen, terwijl volgens etnografische gegevens het aantal Enetsen 340 was).
In 2002 was het aantal Enetsen in de Russische Federatie 237 mensen, waaronder 213 in de Kraj Krasnojarsk, voornamelijk in het Tajmyr Dolgano-Nenets District (197, van wie 66 ook de Enets-taal spraken).
Het grootste aantal (86) woonde in het dorp Potapovo nabij Doedinka, waar de "bos-Enetsen" wonen. De "toendra-Enetsen" leven voornamelijk in het dorp Vorontsovo. De bevolking van beide nederzettingen is multi-etnisch.
Daarnaast leven de Enetsen in de buurt van de stad Doedinka en het dorp Oest-Avam. Verschillende Enetsen wonen in de stad Doedinka zelf, sommigen - samen met de Nganasanen en Nenetsen- op andere plaatsen in Tajmyr, zoals Karaoel.
De toendra-Enetsen (Khantaj Samojeden) vormden ongeveer twee derde van de bevolking. In de zomer trokken ze door de toendra tussen de Jenisej en de rivier Poer; in de winter migreerden ze naar de bos-toendra in het zuiden, in de wijde omgeving van Doedinka. Deze groep bestond uit verschillende grote stamorganisaties (Somatu, Bai, Muggadi of Mogadi). Andere Enetsen noemden ze madu (familieleden door hun vrouw).
De bos-Enetsen (Karasin Samojeden) leefden voortdurend in de boszone tussen Igarka en Doedinka. Ze omvatten de generieke groepen Yuchi, Muggadi (een klein deel) en een aantal gezinnen van de Bai groep. Een etnografisch onderscheid tussen deze groepen, voor zover dat aanwezig was, is verloren gegaan. Het zijn zuiver territoriale aanduidingen.

## Taal
Tot het midden van de 20e eeuw werd de Enetstaal beschouwd als een dialect van de Nenetstaal. Het Enets is een Samojeedse taal die behoort tot de Oeraalse talen. Het is 1000-1500 jaar geleden afgesplitst van de Nenets-taal; daarna waren er secundaire contacten met het Nganasaans. Van deze taal zijn woorden overgenomen die op de jacht betrekking hebben, uit het Nenets zijn woorden aangaande rendierhouden geleend. Vanaf 1930 nam onder politieke invloed het gebruik van Russisch sterk toe; het aantal leenwoorden uit die taal is erg groot.
De taal bleef lang ongeschreven. In 1986 werd door N. M. Teresjsenko een ontwerp van het Enets-alfabet gepubliceerd; dit alfabet wordt gebruikt in de Enets publicaties van de krant Taimyr in folkloristische teksten. In 1995 publiceerde D.S. Bolina in dit alfabet het eerste boek in de Enetstaal: het Evangelie van Lucas.
De meeste sprekers zijn oudere mensen. Degenen van middelbare leeftijd die in zekere mate Enets spreken, zijn in het dagelijks leven gewend Russisch te spreken. Het grootste deel van de Enetsen is meertalig: bijna allen spreken Russisch en/of Nenets, veel mensen begrijpen Dolgan, Nganasaans of Evenk. Een deel van de Enetsen ging op in de Nenets of in de Nganasanen.
Bij een gemengd huwelijk (met een Nenets- of andere partner) schakelt men vaak over op het Nenets, de lingua franca van het gebied. De volkstelling van 2002 gaf in Rusland een aantal van 237 Enetsen waarvan 119 Enets-sprekers. De volkstelling van 2010 gaf een aantal van 227 personen en 43 sprekers.

## Economie
De basis van het economisch bestaan van de Enetsen is het houden van rendieren, jacht op wild, bonthandel en visvangst. Bij het jagen op herten gebruikten ze vroeger pijl-en-boog en vallen met netten, terwijl ze voor bontdragende dieren vallen gebruikten. De collectivisatie betekende grotendeels het einde van de nomadische leefwijze. Kinderen gingen naar kostscholen waar ze in het Russisch leskregen. In 1974 woonden er in totaal 42.000 mensen in Tajmyr op een oppervlakte van 862.000 km²; twintig jaar later was dat aantal door Russische import verdubbeld. De lokale bevolking maakt zich zorgen over de aantasting van het leefmilieu die door nieuwe activiteiten wordt veroorzaakt en waarvoor de migranten minder oog hebben.
De Britse schrijver van reisverhalen Colin Thubron bezocht Potapovo aan het eind van de 20e eeuw en merkte dat de Enetsen hun cultuur hebben verloren, gedemoraliseerd zijn en dat alcoholisme veel voorkomt. De collectieve rendierhouderij, opgericht in de tijd van Chroesjtsjov had te lijden van zure regen wegens de nikkelsmelterij in Norilsk. Een bontfarm waar vossen worden gefokt was ingekrompen. De helft van de bevolking was werkloos, een deel werkte nog als rendierhoeder, anderen houden zich bezig met visvangst in de Jenisej. Soms vangen ze rode steur en omoel, een soort zalm.
De Russische overheid blijft enkele voorzieningen leveren: een klein ziekenhuis, scholen (oudere kinderen moeten echter naar Doedinka) en kleine staatsuitkeringen. De levensverwachting is 45 jaar; Thubron meldde sterfgevallen door huiselijk geweld en vechtpartijen.

## Sociale structuur
Het complexe rendierbedrijf van de Enetsen vereiste onderlinge samenwerking, die zowel gebaseerd was op het beginsel van verwantschap als op territoriale banden. De dominante rol in de maatschappij werd gespeeld door een man. De activiteiten van vrouwen waren beperkt tot thuiswerkzaamheden. De gezinnen bij de Enetsen waren klein, wat wordt verklaard door het hoge kindersterftecijfer. Aan de geboorte van een jongen werd de voorkeur gegeven. Bij de geboorte van een kind kreeg hij een naam - een bijnaam die verband hield met zijn uiterlijk, of de geboortesituatie.

## Religie
Omdat de Enetsen slechts oppervlakkig werden bekeerd naar het Russisch Orthodoxe geloof, behielden ze aanvankelijk de cultuur van animisme en sjamanisme waarbij elementen uit de natuur worden vereerd: aarde, zon, vuur, water en dieren. In hun godenwereld werd de voornaamste plaats bezet door "Duba-nga" (die herten gaf) en zijn moeder "Dja-menu" (moeder van de aarde). Thubron trof aan deze religie echter bijna geen herinneringen meer aan. Volgens etnografische studies hebben de Enetsen vroeger de luchtbegrafenis toegepast.
Abazijnen ·
Abchaziërs ·
Achvachen ·
Adygeeërs ·
Aino ·
Aleoeten ·
Aljoetoren ·
Altaj (Oirot) ·
Andi ·
Armeniërs ·
Avaren ·
Azerbeidzjanen·
Balkaren ·
Baraba ·
Basjkieren ·
Bergjoden ·
Boerjaten ·
Chakassen ·
Chanten ·
Chinezen ·
Dargienen ·
Dolganen ·
Enetsen ·
Evenen ·
Evenken ·
Georgiërs ·
Grieken ·
Ingoesjen ·
Ingriërs ·
Itelmenen ·
Jakoeten ·
Joden ·
Joekagieren ·
Joepiken ·
Kabardijnen ·
Kalmukken ·
Kamtsjadalen ·
Karatsjajers ·
Kareliërs ·
Kazachen ·
Kereken ·
Ketten ·
Komi ·
Koreanen ·
Korjaken ·
Korjo-saram ·
Krim-Tataren ·
Lezgiërs ·
Mansen ·
Mari (Tsjeremissen) ·
Meschetische Turken ·
Mordwienen ·
Nanai ·
Negidalen ·
Nenetsen (Joeraken) ·
Nganasanen ·
Nivchen (Giljaken) ·
Nogai ·
Oedegen ·
Oedmoerten ·
Oekraïners ·
Oeltsjen ·
Oezbeken ·
Oroken ·
Orotsjen ·
Osseten ·
Polen ·
Pomoren ·
Rusland-Duitsers (inclusief Wolga-Duitsers) ·
Russen ·
Samen (Lappen) ·
Selkoepen ·
Sjoren ·
Sojoten ·
Tabassaranen ·
Perzen (Tadzjieken) ·
Taten ·
Teleoeten ·
Tofalaren ·
Tsachoeriërs (Caxur) ·
Tsjerkessen ·
Tsjetsjenen (Noxchi) ·
Tsjoektsjen ·
Tsjoelymen ·
Tsjoevanen ·
Tsjoevasjen ·
Turkmenen ·
Toevanen ·
Wepsen ·
Belarussen (Wit-Russen) ·
Wolga-Tataren ·
Woten